# Episodi de L'ispettore Barnaby (settima stagione)
La settima stagione del telefilm L'ispettore Barnaby è andata in onda nel Regno Unito dal 2 novembre 2003 al 29 febbraio 2004 sul network ITV e in Italia a maggio 2019 sul  canale in chiaro Giallo.
| nº | Titolo originale         | Titolo italiano        | Prima TV UK      | Prima TV Italia |
| -- | ------------------------ | ---------------------- | ---------------- | --------------- |
| 1  | The Green Man            | L'uomo del bosco       | 2 novembre 2003  |                 |
| 2  | Bad Tidings              | Cattive notizie        | 4 gennaio 2004   | 5 maggio 2019   |
| 3  | The Fisher King          | Il re pescatore        | 11 gennaio 2004  |                 |
| 4  | Sins of Commission       | Peccati su commissione | 28 gennaio 2004  |                 |
| 5  | The Maid in Splendour    | Il Maid in Splendour   | 25 gennaio 2004  |                 |
| 6  | The Straw Woman          | La strega di paglia    | 29 febbraio 2004 |                 |
| 7  | Ghosts of Christmas Past | Fantasmi di Natale     | 25 dicembre 2004 |                 |